# 1921-es magyar birkózóbajnokság
Az 1921-es magyar birkózóbajnokság a tizenötödik magyar bajnokság volt. A bajnokságot július 2. és 3. között rendezték meg Budapesten, a Postás lóversenytéri pályáján.

## Eredmények
| Versenyszám | Arany                      | Arany | Ezüst                     | Ezüst | Bronz                       | Bronz |
| ----------- | -------------------------- | ----- | ------------------------- | ----- | --------------------------- | ----- |
| Pehelysúly  | Szoszky András Törekvés SE |       | Fehér István Budapesti AK |       | Bók Endre Kaposvári SE      |       |
| Könnyűsúly  | Zólyomi Gyula MTK          |       | Breznotich Miklós MTK     |       | Vágássy Imre Testvériség SE |       |
| Középsúly A | Miskey Árpád MAC           |       | Benő Imre Ferencvárosi TC |       | Szántó Árpád MAC            |       |
| Középsúly B | Ruzicska Gyula MAC         |       | Szalay Imre Munkás TE     |       | Szalai Albert Munkás TE     |       |
| Nehézsúly   | dr. Varga Béla MAC         |       | Szántó József Szegedi AK  |       | –                           |       |